# Ludwig Vesely (Leichtathlet)

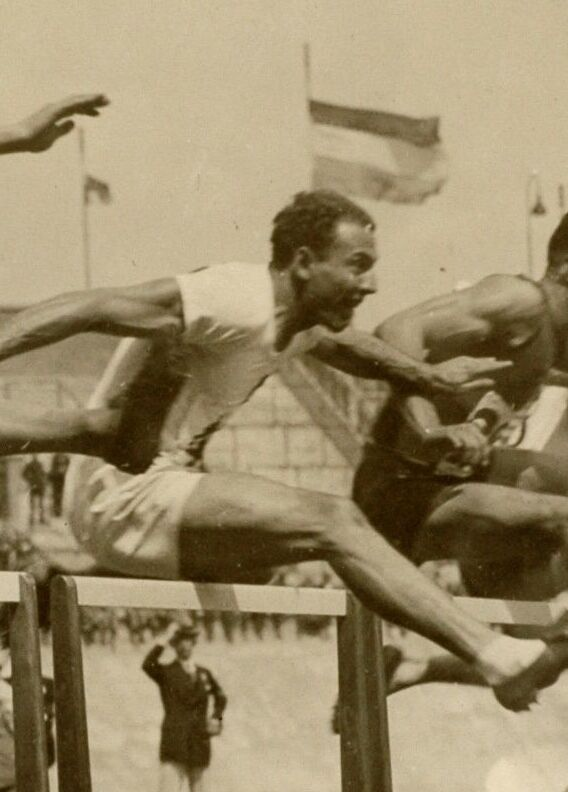
Ludwig Vesely (1928)

Ludwig Vesely (auch Ludwig Wessely; * 20. August 1903; † 31. Juli 1986) war ein österreichischer Zehnkämpfer.
1930 belegte er in der Jahresweltbestenliste den dritten Platz im Zehnkampf. Auch 1925 (6), 1928 (9), 1929 (7) und 1931 (10) war er unter den Top 10 zu finden.

## Sportliche Laufbahn
Er begann seine sportliche Laufbahn als Fußballspieler beim WAC (Wiener Athletik Club), ab 1920 spielte er in der ersten Mannschaft als Verteidiger. 1923 begann er unter dem Trainer Ludwig Mang mit dem Zehnkampftraining.
1923 trat er dann erstmals bei österreichischen Meisterschaften im Zehnkampf an und belegte den 6. Platz.
1924 bereitete er sich drei Monate mit dem ungarischen Zehnkämpfer Elemér Somfay in Budapest auf die Saison vor und gewann gleich bei seiner Rückkehr nach Wien seinen ersten Meistertitel über 110 Meter Hürden. Zwei weitere österreichische Meistertitel folgten im Fünf- und im Zehnkampf in seiner ersten erfolgreichen Saison.
Bei den Olympischen Spielen 1928 in Amsterdam wurde er Siebenter im Zehnkampf. 1932 konnte er wegen einer Rippenfellentzündung nicht an den Olympischen Spielen teilnehmen, obwohl er qualifiziert gewesen wäre.
Sein österreichischer Rekord im Zehnkampf von 1931 (6464 Punkte nach heutiger Wertung) wurde erst 1958 verbessert, in Wien hielt sein Rekord bis 1969. In seiner Karriere gewann er 21 österreichische Meistertitel und stellte 14 österreichische Rekorde auf. Vom Zehnkampf trat er Ende 1933 zurück, startete aber noch bis zum Zweiten Weltkrieg in Einzeldisziplinen.
Er war auch als Funktionär, Kampfrichter (Zeitnehmer) und Trainer tätig. Im Dezember 1934 wurde er bei der Generalversammlung des ÖLV zum Vizepräsidenten gewählt. 1949 wurde er Männersportwart beim ÖLV.
Nach dem Zweiten Weltkrieg war er bis Mitte der 1950er Jahre noch als Trainer beim WAC tätig. Eine der bekanntesten Athletinnen, die er trainierte, war die zweifache Olympia- und Europameisterschaftsteilnehmerin Elfriede Steurer.

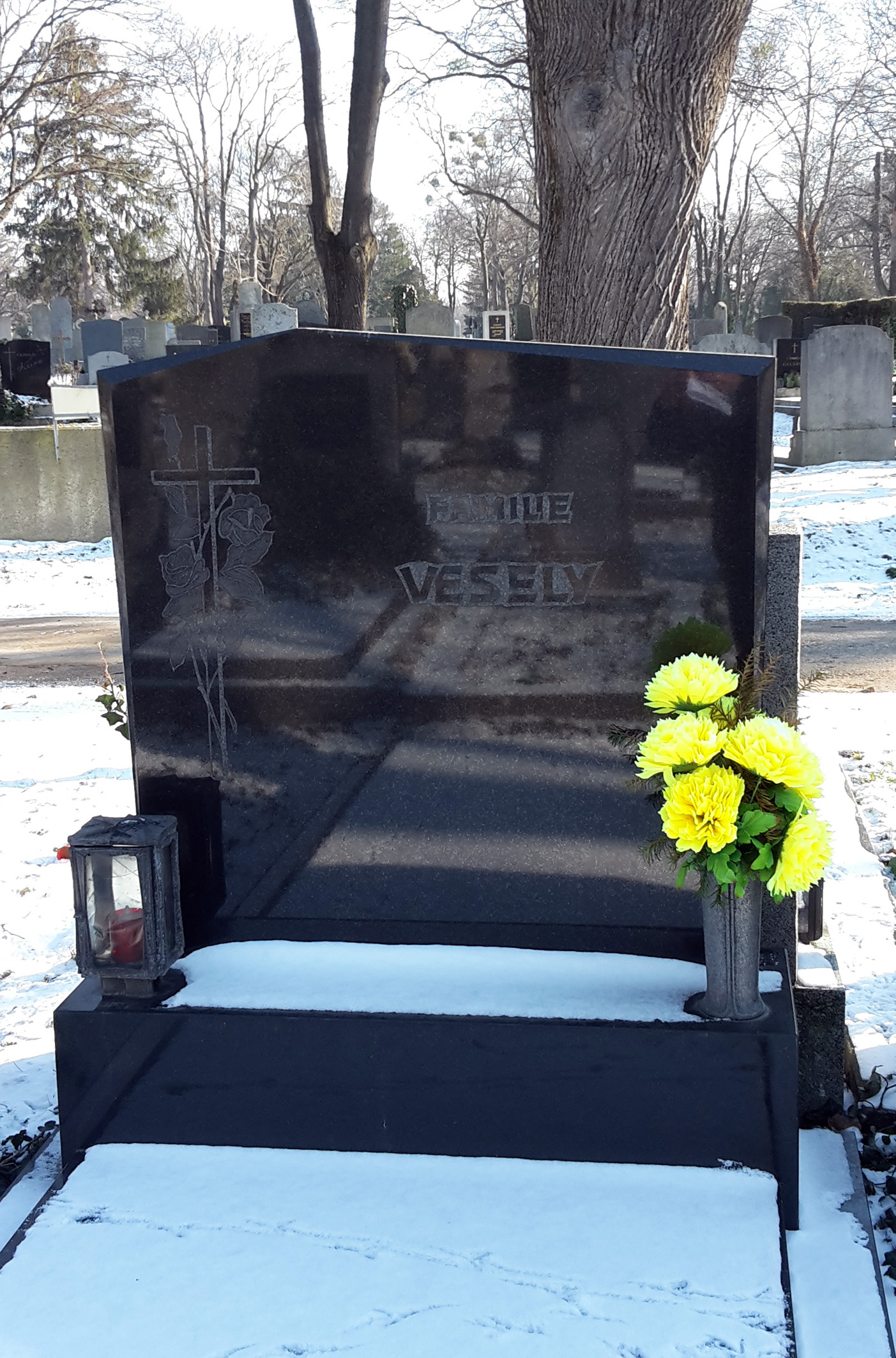
Das Grab von Ludwig Vesely am Wiener Zentralfriedhof

Er verstarb am 31. Juli 1986 im Alter von 83 Jahren.

## Bestleistungen
100 m 11,2 s, 400 m 51,4 s, 1500 m 4:39,5 min, 110 m Hürden 15,2 s, Hochsprung 1,70 m, Stabhochsprung 3,50 m, Weitsprung 7,06 m, Kugelstoßen 13,92 m, Diskuswurf 42,21 m, Speerwurf 56,65 m.